# Carl Hayden

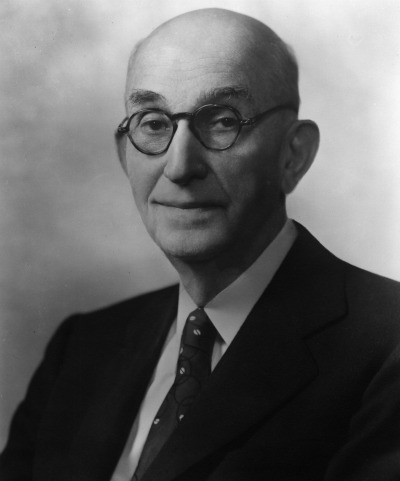
Carl Hayden

Carl Trumbull Hayden (* 2. Oktober 1877 in Hayden’s Ferry, heute Tempe, Arizona-Territorium; † 25. Januar 1972 in Mesa, Bundesstaat Arizona) war ein US-amerikanischer Politiker der Demokratischen Partei. Er war der erste Senator der Vereinigten Staaten mit sieben Amtszeiten und einer der am längsten amtierenden Politiker im Kongress der Vereinigten Staaten überhaupt.

## Karriere
Carl Hayden, Sohn des Unternehmers und Richters Charles T. Hayden und der Sallie Calvert Davis, studierte an der Stanford University unter anderem Wirtschaftswissenschaften, Geschichte und Philosophie. Ab 1906 arbeitete Hayden als Sheriff im Maricopa County. Er war Miteigentümer der von seinem Vater gegründeten Hayden Flour Mill.
Er war für seinen Bundesstaat Arizona von 1912 bis 1927 für acht Amtszeiten Abgeordneter im Repräsentantenhaus der Vereinigten Staaten. Danach vertrat er seinen Heimatstaat von 1927 bis 1969 für insgesamt sieben Wahlperioden im US-Senat. Carl Hayden war ab 1957 als dienstältester Senator seiner Partei mit 12 Jahren äußerst lange Präsident pro tempore des Senats, bedingt durch die durchgängig von den Demokraten gehaltene Mehrheit während der Präsidentschaften von Dwight D. Eisenhower, John F. Kennedy und Lyndon B. Johnson. Damit war er das zweithöchste Mitglied des Senats und der ranghöchste Senator.
Carl Hayden galt stets als sehr einflussreicher Politiker, die New York Times verglich seinen Einfluss sogar mit dem Kanonischen Recht. Als Redner im Parlament trat er eher selten auf, was ihm die Bezeichnung Silent Senator einbrachte. Er sicherte sich seinen Einfluss eher leise, in Hintergrundgesprächen und auf den Fluren des Parlaments, sowie in den traditionell wichtigen Kongressausschüssen. Ein Kollege stellte fest, „Keiner übte mehr Einfluss mit weniger Beredsamkeit aus“. Die Los Angeles Times sah Haydens Einfluss daher kommend, dass er so viele Senatoren bei ihren Projekten unterstützte, dass ihn im Gegenzug jeder für seine Vorhaben unterstützte.

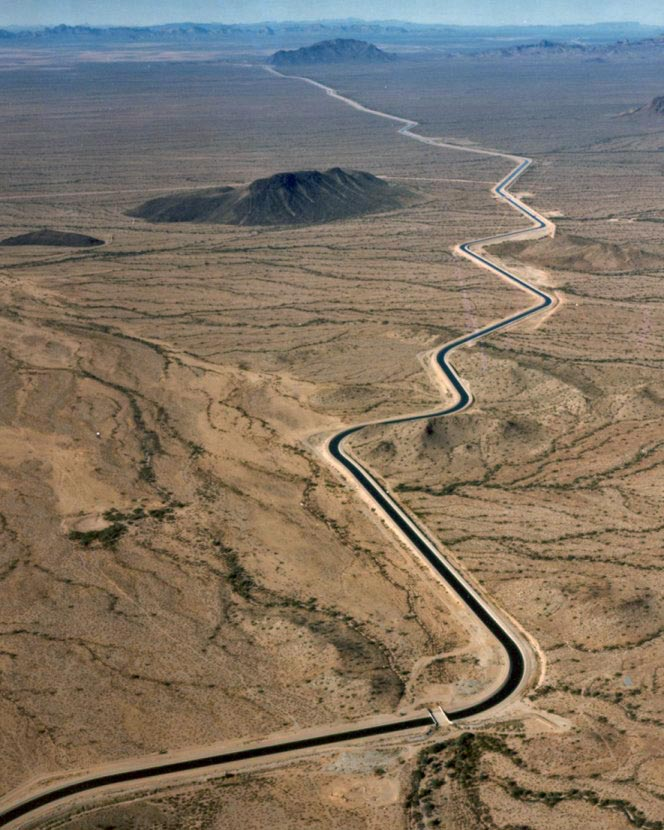
Das Central Arizona Project, lt. eigener Aussage Haydens einer der wichtigsten Leistungen seiner Karriere

## Leistungen
Zu den besonderen Leistungen während seiner Amtszeiten gehörte u. a. das Central Arizona Project, eine 541 km lange Wasserführung, der längsten und teuersten in der Geschichte der USA, an deren Entstehung Hayden besonderen Anteil hatte.

## Ehrungen
Zu Ehren Carl Haydens wurden diverse Einrichtungen nach ihm benannt. Unter anderem wurde ein Highschool-Bezirk in Phoenix in Carl Hayden High School umbenannt, das Landwirtschaftsministerium der Vereinigten Staaten nannte eine Einrichtung Carl Hayden Bee Research Center, das Kriegsveteranenministerium vergab den Namen Carl T. Hayden VA Medical Center an eine Institution und die Stadt Tempe benannte einen Berg als Hayden Butte. Im ältesten Bürogebäude des Senats, dem Russell Senate Office Building, ist eine Büste Haydens ausgestellt. Die Grabrede anlässlich der Beerdigung Haydens hielt der vormalige US-Präsident Lyndon B. Johnson, der während Haydens letzten Jahren im Senat die Präsidentschaft ausübte.

## Sekundärliteratur
- Udall Morris: Carl Hayden: Quiet History Maker. 1972
- Ross Rice: Carl Hayden: Builder of the American West. 1994
- Jack August: Vision in the Desert: Carl Hayden and Hydropolitics in the American Southwest. 1999
- James Johnson: Arizona Politicians: The Noble and the Notorious. 2002

## Galerie

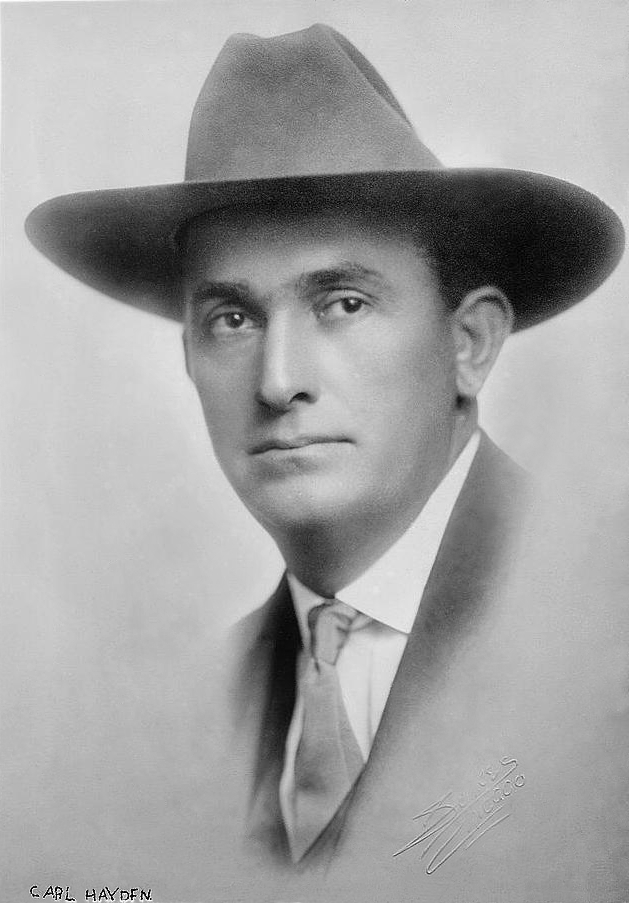
Carl Hayden als Sheriff
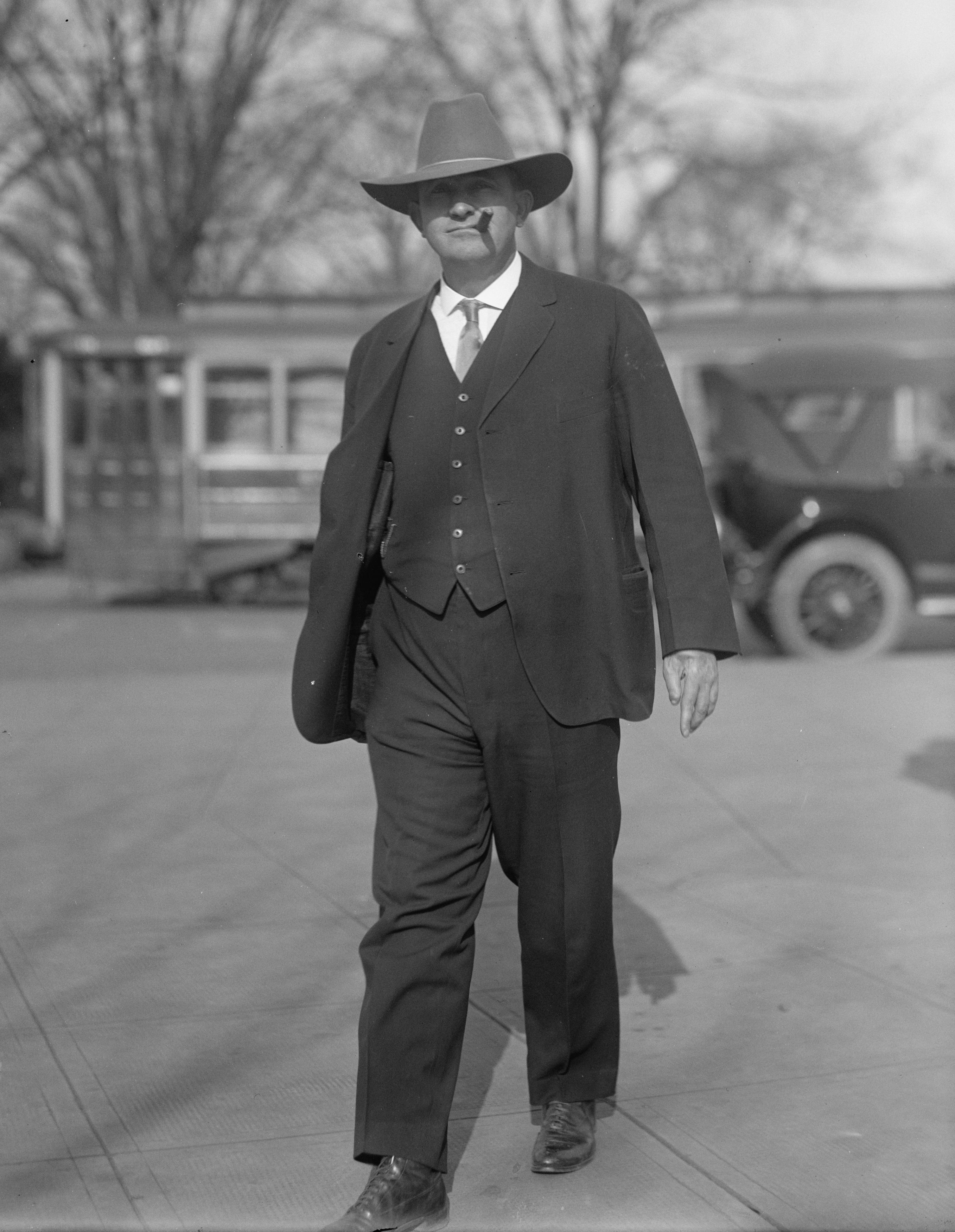
Carl Hayden, ca. 1916
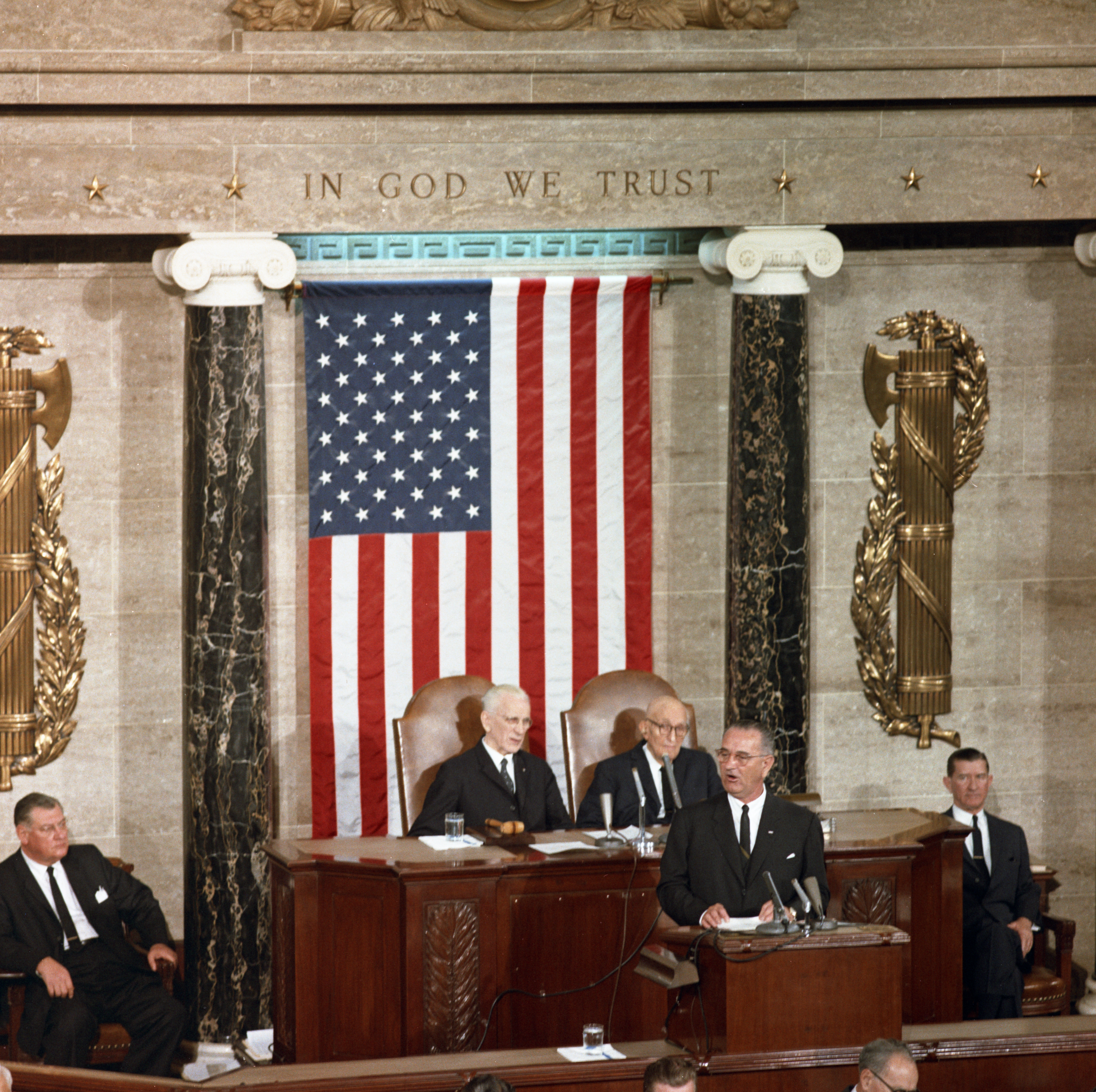
Carl Hayden, Hintergrund rechts, während einer Rede von Präsident Lyndon B. Johnson, 1963
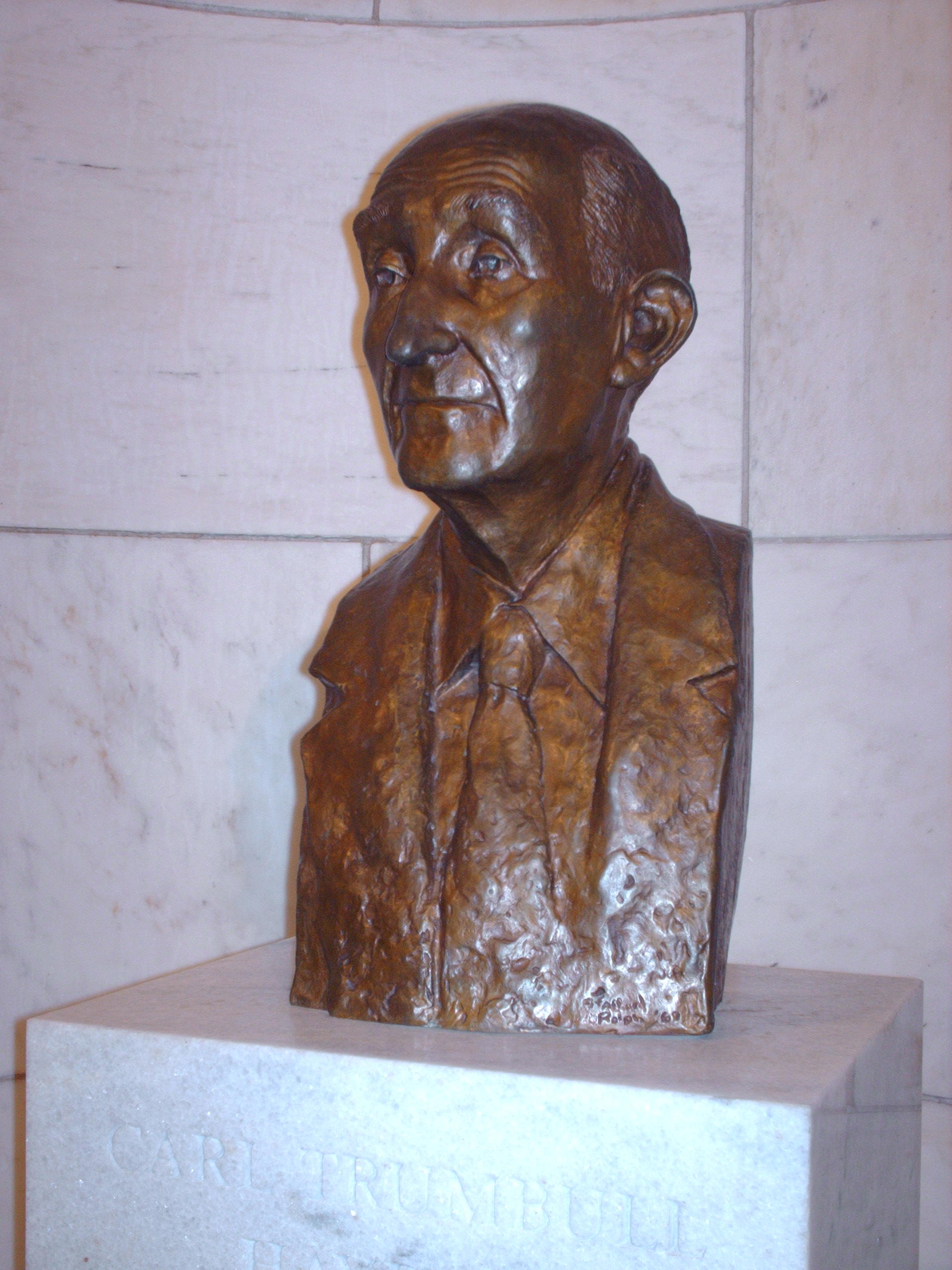
Büste von Carl Hayden, Russell Senate Office Building